# Kinh hoàng lúc nửa đêm
Kinh hoàng lúc nửa đêm (tên tiếng Anh: Mr. Midnight) là một bộ sách viễn tưởng kinh dị dành cho trẻ em được viết bởi Jim Aitchison dưới bút danh James Lee. Bộ truyện được xuất bản bởi Angsana Books, nhà xuất bản Flame Of The Forest. Series này gồm phiên bản thông thường có 2 câu chuyện và các phiên bản đặc biệt có 1 câu chuyện, nhiều tập được viết và phát hành khoảng hai đến bốn tháng một lần. Nó đã được dịch sang tiếng Miến Điện, tiếng Mã Lai, tiếng Indonesia, tiếng Trung giản thể, tiếng Trung phồn thể và tiếng Việt. Bộ Kinh hoàng lúc nửa đêm chỉ được dịch 20 tập đầu tiên sang tiếng Việt, xuất bản bởi nhà xuất bản Trẻ.
Mỗi cuốn sách trong bộ chứa hai câu chuyện. Cuốn sách đầu tiên có tựa đề Madman's Mansion và The Monster In Mahima's Mirror. Nội dung các câu chuyện do chính các độc giả nhí gửi về gợi ý cho tác giả, phần còn lại sẽ do tác giả chọn lọc và sáng tác một câu chuyện hoàn chỉnh. Mặc dù có nội dung kinh dị, các câu chuyện đều được xây dựng theo phong cách nội dung trong sáng, phù hợp với lứa tuổi thiếu nhi. Mỗi câu chuyện đều khơi gợi tình đoàn kết, tính suy luận ứng biến... và còn có cả những ý nghĩa giáo dục.
Sách của James Lee rất phổ biến đối với trẻ em và thiếu niên, đã được coi là "câu trả lời của châu Á về Harry Potter".
Vào năm 2020, loạt truyện này đã đạt một cột mốc quan trọng khi phát hành tập 100 (không bao gồm các tập đặc biệt).

## Tác giả
James Lee là tác giả của bộ truyện. Ông bắt đầu sáng tác từ năm 1998.

## Các tập truyện
Tính đến hết năm 2024, bộ truyện Mr. Midnight bản tiếng Anh có 105 tập và 28 tập đặc biệt. 
| 1               | Madman's Mansion                        | The Monster in Mahima's Mirror      | 1998       | Biệt thự của gã điên                    | Quái vật trong gương                |
| 2               | The Case Of The Cursed Clock            | Night Of The Haunted Hamburgers     | 1999       | Chiếc đồng hồ bị ếm                     | Đêm nghẹt thở ở tiệm hamburgers     |
| 3               | Scary School Bus To Nowhere             | Revenge Of The Goldfish             | 1999       | Chuyến xe vô định                       | Cá vàng báo thù                     |
| 4               | My Creepy Computer                      | There's A Ghost In My Photo!        | 2002       | Máy tính kinh dị                        | Con ma quầy chụp ảnh                |
| 5               | Happy Birthday Horrors                  | Eaten By Hamburgers                 | 2002       | Món quà sinh nhật bí ẩn                 | Hamburgers ăn thịt người            |
| 6               | Our Radio Won't Turn Off!               | The Cinema Of Doom                  | 2003       | Cái radio không tắt!                    | Rạp chiếu phim của ngày tận thế     |
| 7               | Don't Get Off At The 13th Floor!        | My Shoes Have Gone Nuts             | 2003       | Đừng bước ra từ tầng thứ 13!            | Đôi giày điên loạn                  |
| 8               | The Demon Dentist                       | Who Stole The Zoo?                  | 2004       | Gã nha sĩ ma quái                       | Ai đánh cắp sở thú?                 |
| 9               | My Handphone Is Haunted!                | School Camp Terrors                 | 2004       | Chiếc điện thoại di động ma ám!         | Kỳ cắm trại kinh hoàng              |
| 10              | Who Else Is Living In Our House?        | Our School Ghost                    | 2004       | Ai khác đang sống trong nhà mình?       | Con ma ở trường học                 |
| 11              | Don't Laugh At A Killer Clown!          | My Sinister Sunglasses              | 2004       | Đừng cười nhạo một thằng hề giết người! | Cặp kính mát mang điềm gở           |
| 12              | The Carnival Of Horrors                 | The Boy With Blood-Red Eyes         | 5/2/2005   | Lễ hội hãi hùng                         | Cậu bé có đôi mắt vằn máu           |
| 13              | My Invisible Friend                     | Strangled By Spaghetti              | 5/2/2005   | Người bạn vô hình                       | Bị mì ống siết cổ                   |
| 14              | The Fiendish Fish Spirit                | Our Ghostly Bus Stop                | 5/2/2005   | Thần cá ác ma                           | Trạm xe buýt ma quái                |
| 15              | My Friend's Now a Mummy!                | May All Your Dreams Come True       | 5/2/2005   | Bạn tôi là xác ướp!                     | Nguyện tất cả giấc mơ thành sự thật |
| 16              | My Class Vampire                        | The Mad, Mad Music School           | 28/5/2005  | Bạn học ma cà rồng                      | Trường dạy nhạc điên loạn           |
| 17              | All My Friends Have Vanished!           | What's That Thing In My Pillow?     | 28/5/2005  | Bạn bè biến mất hết!                    | Cái gối phun nhớt                   |
| 18              | The Super Scary Supermarket             | Who Invited The Ghost?              | 28/5/2005  | Siêu thị kinh khủng khiếp               | Ai mời ma đến?                      |
| 19              | Flying Tiger Fist Of Shaolin            | Demon's Island                      | 28/5/2005  | Phi hổ quyền của Thiếu Lâm              | Đảo ma quái                         |
| 20              | We Made A Monster                       | Clones In Class                     | 28/10/2005 | Cả đám tạo ra quái vật                  | Bản sao trong lớp                   |
| 21              | Don't Go Near The Neighbors             | Somebody's Stealing My Life         | 28/10/2005 | Chớ lại gần hàng xóm (dự kiến xuất bản) | Kẻ trộm đời tôi (dự kiến xuất bản)  |
| 22              | Wormhead                                | They Came From The Drain            | 28/10/2005 |                                         |                                     |
| 23              | Good Knight, Raider Goh                 | Sleep Over And Die!                 | 28/10/2005 |                                         |                                     |
| 24              | The Eight Legs Of Ang See Beng          | The Demon Dentist Strikes Back      | 20/1/2006  |                                         |                                     |
| 25              | The Wild, Wild Wolves Are Coming        | My Secret Stalker                   | 20/1/2006  |                                         |                                     |
| 26              | My Cursed Mask                          | Welcome To The Weird School         | 20/1/2006  |                                         |                                     |
| 27              | Please Stay In Your Grave!              | Forest Of Fear                      | 26/5/2006  |                                         |                                     |
| 28              | The People Gobblers                     | The Revenge Of Mahima's Monster     | 26/5/2006  |                                         |                                     |
| 29              | My Creepy Cruise                        | Stranger Danger                     | 26/5/2006  |                                         |                                     |
| 30              | Attack Of The Lizardmen                 | The Body Switchers                  |            |                                         |                                     |
| 31              | Stop The Deadly Dummies!                | Who Sent Me A Coffin?               |            |                                         |                                     |
| 32              | When The Ghosts Went Mad                | Drop Dead, Gorgeous                 |            |                                         |                                     |
| 33              | The Legend Of Lady Long Neck            | Who's Been Cursing Me?              |            |                                         |                                     |
| 34              | My Freaky Shrunken Head                 | Evil By Email                       |            |                                         |                                     |
| 35              | What's That Thing On My Hand?           | River Of Shivers                    |            |                                         |                                     |
| 36              | Dr Dredd And The Exploding Teeth        | Dead Write                          |            |                                         |                                     |
| 37              | The Dead Are Dancing                    | Old Ghosts Of New York              |            |                                         |                                     |
| 38              | Singing Swords, Dragon Drums            | Have You Been Drinking Brain Juice? |            |                                         |                                     |
| 39              | My House Is Now A Graveyard             | When The Vampire Wakes Up           |            |                                         |                                     |
| 40              | What's That Under Our School?           | Magic Shop Madness                  |            |                                         |                                     |
| 41              | There's A Witch In My Watch             | Tree Boy                            |            |                                         |                                     |
| 42              | Beware Of The Gravedigger!              | The Eggs Of Evil                    |            |                                         |                                     |
| 43              | Help Me, I'm Changing!                  | Tower Of Terror                     |            |                                         |                                     |
| 44              | Dr Dredd And The Dentures Of Doom       | Dressed To Kill                     |            |                                         |                                     |
| 45              | Joshua Long, Your Hands Have Gone Wrong | Why Can't We Go Into Classroom 44?  |            |                                         |                                     |
| 46              | Heads Will Roll                         | Don't Open This Letter!             |            |                                         |                                     |
| 47              | Walking, Running Killer Fish            | My Shadow Is Killing Me             |            |                                         |                                     |
| 48              | Just Before You Die                     | Their Master's Grave                |            |                                         |                                     |
| 49              | Old Ghosts Of Japan                     | Drowned But Not Dead                |            |                                         |                                     |
| 50              | Die Laughing At A Killer Clown          | I Live In Coffin 4, Blood Street    |            |                                         |                                     |
| 51              | Dr Dredd's Voodoo Braces                | Keep Out! This Village Is Possessed |            |                                         |                                     |
| 52              | My Cupboard's Full of Cobras            | The Girl Next To Me Is A Witch      |            |                                         |                                     |
| 53              | Terril Tan's Terrible Tongue            | Do Not Call This Number             |            |                                         |                                     |
| 54              | Cross Country Creeps                    | The Dead Are Watching               |            |                                         |                                     |
| 55              | Where The Mad Are Buried                | Dead Boy's Birthday                 |            |                                         |                                     |
| 56              | Skulls At School                        | There's A Vampire Upstairs          |            |                                         |                                     |
| 57              | Freaky Farm                             | My Mad Maid                         |            |                                         |                                     |
| 58              | Face Of Doom                            | Buried But Breathing                |            |                                         |                                     |
| 59              | The Circle of Death                     | When The Screaming Had To Stop      |            |                                         |                                     |
| Tập đặc biệt 1  | When The Living Meet The Dead           |                                     |            |                                         |                                     |
| Tập đặc biệt 2  | Santa's Claws                           | The Fright Before Christmas         |            |                                         |                                     |
| 60              | The Brain Raiders                       | The Monsters of Monte Bello         |            |                                         |                                     |
| 61              | Who Was In That Coffin?                 | Deathmaster                         |            |                                         |                                     |
| 62              | The Tomb of Dr. Theseus                 | Don't let the Eagleheads Find You   |            |                                         |                                     |
| 63              | The Sleepers Are Awake                  | Beware Of Iron Face                 |            |                                         |                                     |
| 64              | The Beam Of Doom                        | The Grave Busters                   |            |                                         |                                     |
| 65              | Trail Of Terror                         | The Creeping Corpse                 |            |                                         |                                     |
| Tập đặc biệt 3  | Trick Or Treat - Or Die                 |                                     |            |                                         |                                     |
| Tập đặc biệt 4  | The Snowmen From Hell                   |                                     |            |                                         |                                     |
| 66              | Mangled Man                             | The Ghost Factory                   |            |                                         |                                     |
| 67              | Here Comes The Coneheads!               | Dr Dredd Drills Again               |            |                                         |                                     |
| 68              | Don't Look At The Dead!                 | The Haunted Hangman                 |            |                                         |                                     |
| 69              | Has Anyone Seen My Head?                | Dead On Midnight                    |            |                                         |                                     |
| 70              | One Foot In The Grave                   | We Will Always Be Watching          |            |                                         |                                     |
| Tập đặc biệt 5  | My Halloween Night Of Horrors           |                                     |            |                                         |                                     |
| Tập đặc biệt 6  | Our Creepiest Christmas Ever!           |                                     |            |                                         |                                     |
| 71              | Never Look Into Their Eyes!             | The Curse Of The Bloodless          |            |                                         |                                     |
| 72              | Revenge Of The Zombies                  | Don't Go Down Into The Basement!    |            |                                         |                                     |
| 73              | Who's Been Knocking On My Door?         | The Ghosts Of Old Nuggety           |            |                                         |                                     |
| 74              | Jordon Koh, Where Did You Go?           | My Night In A Haunted Hotel         |            |                                         |                                     |
| 75              | My School Is A Dead Zone                | Our Postman Is A Ghost              |            |                                         |                                     |
| Tập đặc biệt 7  | The Halloween Graveyard Train           |                                     |            |                                         |                                     |
| Tập đặc biệt 8  | Santa And The Christmas Slime           |                                     |            |                                         |                                     |
| 76              | The League of the Dead                  | The Whistling Ghost                 |            |                                         |                                     |
| 77              | Look Out – It's the Bag Man!            | Ghost Bees                          |            |                                         |                                     |
| 78              | The Rise of the Barbarian               | The Dreaded Ones                    |            |                                         |                                     |
| 79              | The Curse Of The Cobweb People          | The Dinosaur Ghost                  |            |                                         |                                     |
| 80              | When Ghosts Get Married                 | Revenge Of The Golden Poison Frog   |            |                                         |                                     |
| 81              | Vampires From The Swamp                 | The Night The Undead Died           |            |                                         |                                     |
| Tập đặc biệt 9  | The Ghost Riders Of Halloween           |                                     |            |                                         |                                     |
| Tập đặc biệt 10 | I'm Dreaming Of A Weird Christmas       |                                     |            |                                         |                                     |
| 82              | Melvin, Melvin, Are You Out There?      | The Lost Ghosts of Red Hill         |            |                                         |                                     |
| 83              | My Spooky Bathroom                      | The Mad Mad Music In My Head        |            |                                         |                                     |
| 84              | The Hand of Doom                        | Grinning Ghosts                     |            |                                         |                                     |
| 85              | Green Eye, Red Eye                      | The Ghost That Wouldn't Die         |            |                                         |                                     |
| Tập đặc biệt 11 | The Flying Broomsticks Of Halloween     |                                     |            |                                         |                                     |
| 86              | Slither                                 | The Bones Of Bok Choo Bin           |            |                                         |                                     |
| 87              | Dian And The Dead Men                   | Skull Duggery                       |            |                                         |                                     |
| 88              | Flyboy                                  | Dead Man's Lake                     |            |                                         |                                     |
| 89              | The Rage Of The Dead                    | I Just Saw My Own Ghost!            |            |                                         |                                     |
| Tập đặc biệt 12 | The Beasts Of Halloween                 |                                     |            |                                         |                                     |
| Tập đặc biệt 13 | Santa and the Evil Elves                |                                     |            |                                         |                                     |
| 90              | Riverboat Ghosts                        | The Scares Upstairs                 |            |                                         |                                     |
| 91              | Run! It's The Rubber Man!               | My Super Scary School               |            |                                         |                                     |
| 92              | Mountain of Terror                      | The Headless Horror                 |            |                                         |                                     |
| 93              | When The Dead Go Shopping               | Zombie Brains                       |            |                                         |                                     |
| Tập đặc biệt 14 | The Dead Are Back For Halloween         |                                     |            |                                         |                                     |
| Tập đặc biệt 15 | The Curse Of The Sinister Santa         |                                     |            |                                         |                                     |
| Tập đặc biệt 16 | Hong Bao Horrors                        |                                     |            |                                         |                                     |
| 94              | The Face In The Window                  | The Cemetery's Secret               |            |                                         |                                     |
| Tập đặc biệt 17 | My Graveyard Halloween                  |                                     |            |                                         |                                     |
| Tập đặc biệt 18 | The Christmas Tree Of Doom              |                                     |            |                                         |                                     |
| Tập đặc biệt 19 | I've Got Ghosts In My New Year          |                                     |            |                                         |                                     |
| 95              | Jessica Sim Is Screaming!               | Bad Men Make Bad Ghosts             |            |                                         |                                     |
| 96              | Bring On The Bats!                      | The Dead Want You                   |            |                                         |                                     |
| Tập đặc biệt 20 | The Halloween Vikings Invade!           |                                     |            |                                         |                                     |
| Tập đặc biệt 21 | What’s Wrong With Mrs Santa?            |                                     |            |                                         |                                     |
| Tập đặc biệt 22 | Who Stole Luxi's Luck?                  |                                     |            |                                         |                                     |
| 97              | Mountain Of Madness                     | The Bus That Never Came Back        |            |                                         |                                     |
| 98              | Into The Dark Unknown                   | The Hangman Never Waits             |            |                                         |                                     |
| 99              | The House On Deadman's Hill             | Crawling Flesh                      |            |                                         |                                     |
| Tập đặc biệt 23 | My Halloween At Doomton Abbey           |                                     |            |                                         |                                     |
| Tập đặc biệt 24 | The Night Of The Sinister Santa         |                                     |            |                                         |                                     |
| Tập đặc biệt 25 | There’s A Monster In My Mandarin!       |                                     |            |                                         |                                     |
| 100             | He Swims Without Water                  | Our School Ghoul                    |            |                                         |                                     |
| 101             | Ship Of Ghosts                          | Dead Of Night                       |            |                                         |                                     |
| Tập đặc biệt 26 | My Christmas Tree Turned Creepy!        |                                     |            |                                         |                                     |
| 102             | Seng And The Scottish Cannibals         | The She-Ghost From The Drain        |            |                                         |                                     |
| Tập đặc biệt 27 | Halloween House Of Bones                |                                     |            |                                         |                                     |
| 103             | My Ghost Positioning System             | Vampires, Vampires, Vampires!       |            |                                         |                                     |
| 104             | Zombies In the Zoo                      | Underground with the Dead           |            |                                         |                                     |
| Tập đặc biệt 28 | Ronan’s Ratty Christmas                 |                                     |            |                                         |                                     |
| 105             | Here Come The Supersize Centipedes!     | Jaws in the Storm                   |            |                                         |                                     |

## Phim truyền hình
Vào tháng 2 năm 2015, một hình ảnh quảng cáo cho loạt phim truyền hình Mr. Midnight mới đã được đăng trên trang Facebook của Mr. Midnight. Nó có logo Mr. Midnight với một đôi mắt nhìn ra từ phía sau logo. Chú thích bên dưới logo có nội dung: "Bộ sách đình đám đã khiến hàng ngàn trẻ em trên khắp châu Á sợ hãi khi đến với truyền hình!" (nguyên văn: "The hit book series that has scared thousands of kids across Asia is coming to television!"). Bất kỳ chi tiết nào khác về loạt phim sắp tới vẫn chưa được biết, nhưng rất có thể nội dung sẽ được chuyển thể từ những câu chuyện.
Tuy nhiên, một tin cập nhật cuối cùng đã được thông báo trên Instagram và Facebook vào cuối tháng 9 năm 2022 rằng loạt phim truyền hình do Beach House Pictures sản xuất sẽ được phát hành trên Netflix cho khán giả trên toàn thế giới. Với tựa đề Mr. Midnight: Beware the Monsters (tiếng Việt: Kinh hoàng lúc nửa đêm: Coi chừng quái vật), bộ phim được công chiếu vào ngày 24 tháng 10 năm 2022.

## Phim điện ảnh
Một bộ phim có tựa đề Mr. Midnight the Movie: My Haunted Holiday đã được lên kế hoạch và từng được chuẩn bị sản xuất nhưng đã bị hủy vì các nhà sản xuất nghĩ rằng bộ phim sẽ không phù hợp với phong cách của cuốn sách.